# 제롬 칼
제롬 칼(영어: Jerome Karle, 1918년 6월 18일 ~ 2013년 6월 6일)은 미국의 물리화학자이다. 1985년 분자의 결정구조를 직접 알아내는 방법을 개발한 공로로 허버트 A. 하우프트먼 박사와 함께 노벨 화학상을 수상했다.

## 학력
- 1930년~1934년: 에이브러햄 링컨 고등학교 (졸업)
- 1934년~1937년: 뉴욕 시립대학교 (학사)
- 1937년~1938년: 하버드 대학교 (석사)
- 1940년~1942년: 미시간 대학교 (박사)

## 수상 경력
- 1985년 : 노벨 화학상